# ブエノス・アイレス (防護巡洋艦)
| 竣工当時の 「ブエノス・アイレス（ARA BuenosAires）」 | |
| 艦歴                                                 | |
| 発注                                                 | アームストロング社ニューカッスル・アポン・タイン造船所                                                                                           |
| 起工                                                 | 1893年2月 |
| 進水                                                 | 1895年5月 |
| 就役                                                 | 1896年2月 |
| 除籍                                                 | 1931年 |
| その後                                               | 1932年5月に解体処分 |
| 前級                                                 | ヌエベ・デ・フリオ |
| 次級                                                 | ヘネラル・ガリバルディ級 |
| 性能諸元                                             | |
| 排水量                                               | 常備：4,788トン |
| 全長                                                 | 129.2m |
| 水線長                                               | 120.0m |
| 全幅                                                 | 12.8m |
| 吃水                                                 | 5.5m |
| 機関                                                 | 形式不明石炭専焼水管缶8基 +三段膨脹型レシプロ機関2基2軸推進                                                                                      |
| 最大出力                                             | 17,000hp |
| 最大速力                                             | 24.0ノット |
| 航続距離                                             | 10ノット/6,210海里 |
| 燃料                                                 | 石炭：350トン（常備）、1,000トン（満載） |
| 乗員                                                 | 350名 |
| 兵装                                                 | 20.3cm（45口径）単装砲2基 15.2cm（40口径）単装速射砲4基 12cm（40口径）単装速射砲6基 オチキス 4.7cm（43口径）機砲12基 45.7cm水中魚雷発射管単装5基 |
| 装甲                                                 | 甲板：38mm（平坦部）、76～127mm（傾斜部） 主砲防楯：114mm 司令塔：152mm                                                                          |

ブエノス・アイレス（ARA Buenos Aires) は、アルゼンチン海軍の防護巡洋艦。アルゼンチン海軍が自国の沿岸防護のためにイギリスのアームストロング社に発注した艦である。

## 艦形
船体形状は小型の船体に準戦艦級の主砲を積む関係から水面から乾舷が低い平甲板型船体となっており、同時期にイギリスで建造された大日本帝国海軍の防護巡洋艦「吉野型」に似た艦容である。
艦の構造を前部から記述すると、水面下に衝角と45cm水中魚雷発射管1門を内蔵させた艦首、艦首甲板上に主砲の20.3cmライフル砲を防盾の付いた単装砲架で1基が配置され、その後方から上部構造物が始まり、単脚式の前部マストが立つ。その背後に司令塔を組み込んだ両脇に船橋（ブリッジ）を持つ操舵艦橋が立つ。
船体中央部に2本煙突が立ち、その周囲には煙管型の通風塔が立ち並び、空いた場所は艦載艇置き場となっており、艦載艇は2番煙突後方の後部マストと前部マストの基部に1基ずつ付いたクレーン計2基と2本1組のボートダビッドが片舷4組ずつ計8組により運用された。
上部構造物の四隅に張りだしが設けられ、そこに副砲である15.2cm砲が防盾の付いた単装砲架で隅に1基ずつ計4基が配置され、舷側甲板上に12cm速射砲が防盾の付いた単装砲架で片舷3基ずつ計6基が配置された。後部マストで上部構造物が終了し、その下の後部甲板上に2番主砲が1基配置された。

## 武装

### 主砲
主砲として当時の日本海軍の防護巡洋艦「高砂」や装甲巡洋艦の主砲に広く用いられていた「アームストロング 1904年型 20.3cm（45口径）速射砲」を採用していた。その性能は113.4kgの砲弾を、最大仰角30度で18,000mまで届かせられた。この砲を新設計の連装式の砲塔に収めた。砲塔の俯仰能力は仰角30度・俯角5度である。旋回角度は単体首尾線方向を0度として左右125度の旋回角度を持つ、主砲身の俯仰・砲塔の旋回・砲弾の揚弾・装填は主に水圧で行われ、補助に人力を必要とした。発射速度は1分間に2発であった。

### 副砲、その他の備砲
副砲は建造元のイタリアがイギリス企業に依存していたため「アームストロング 1892年型 15.2cm（40口径）速射砲」を採用した。この砲はイギリス前弩級戦艦「ロイヤル・サブリン級」やイタリア前弩級戦艦「レ・ウンベルト級」の副砲にも採用されている優秀砲である。その性能は45.3kgの砲弾を、最大仰角15度で9,140mまで届かせられた。この砲を単装砲架で舷側ケースメイト（砲郭）配置で計4基を配置した。俯仰能力は仰角15度・俯角3度である。旋回角度は舷側方向を0度として左右150度の旋回角度を持つ、砲身の俯仰・砲塔の旋回・砲弾の揚弾・装填は主に人力を必要とした。発射速度は1分間に5～7発と速かった。
他に近接火器として「1895年型 12cm（40口径）速射砲」を採用している。その性能は重量20.4kgの砲弾を最大仰角20度で9,050mまで届かせることが出来た。この砲を単装砲架での俯仰能力は仰角20度・俯角3度で旋回角度は150度の旋回角度を持っていたが実際は上部構造物により制限を受けた。砲の旋回、砲身の上下・砲弾の装填の動力は人力を必要とした。発射速度は毎分5～6発である。
他にオチキス 4.7cm（43口径）機砲12基。対艦攻撃用に45cm魚雷発射管を単装で艦首に1門、舷側水線下に片舷2門ずつの計5門を装備した。

## 参考図書
- 「Conway All The World's Fightingships 1860-1905」（Conway）